# Leodora abnormis
Leodora abnormis är en ringmaskart som först beskrevs av Bush 1905.  Leodora abnormis ingår i släktet Leodora och familjen Serpulidae. Inga underarter finns listade i Catalogue of Life.